# Elsinor Verlag
Der Elsinor Verlag ist ein 2006 von Thomas Pago gegründeter unabhängiger Verlag mit Sitz in Coesfeld.

## Verlagsprogramm
Der Elsinor Verlag veröffentlicht Romane und Erzählungen, Dramen und Essays, die kaum bekannt sind, so etwa einzelne Werke der Königsberger Schriftstellerin Katarina Botsky, die von Martin A. Völker neu herausgegeben werden. Der Verlag erstellt jeweils eine neue Textfassung auf der Basis der Erstausgabe oder anhand eines Vergleichs mehrerer autorisierter Ausgaben. Zudem erscheinen im Verlag auch Erstausgaben heutiger Autoren.

## Bekannte Autoren
Werner Bergengruen, Cecil Day-Lewis (Pseudonym: Nicholas Blake), Katarina Botsky, Bernard von Brentano, John Buchan, Wilhelm Busch, G. K. Chesterton, Alexander Moritz Frey, Ilja Richter, Harry Graf Kessler, Eduard von Keyserling, Arthur Koestler, Gustav Meyrink, Danny Morrison, Wilhelm Raabe, Ilja Richter, Ludwig Rubiner, Rainer Schepper, Norbert W. Schlinkert, Wilhelm Speyer, Robert Louis Stevenson, Johannes Urzidil, Georg Veit, Voltaire, Oscar Wilde.

## Regionales Imprint „Longinus“
Seit Herbst 2014 wird das Programm von Elsinor um ein regionales Imprint namens Longinus erweitert. Longinus präsentiert Westfalica im weitesten Sinne, darunter vornehmlich literarische Zeugnisse.